# ليكسا دويغ
ليكسا دويغ هي ممثلة كندية ولدت في 8 يونيو 1973،درست دويغ الجمباز الإيقاعي في صغرها.